# Les Hermaux
Les Hermaux (okcitán nyelven Los Ermals) község Franciaország déli részén, Lozère megyében. 2011-ben 114 lakosa volt.

## Fekvése
Les Hermaux az Aubrac-hegység déli peremén fekszik, a Les Hermaux patak völgyében, 1020 méteres (a községterület 589-1361 méteres) tengerszint feletti magasságban, Saint-Germain-du-Teiltől 10 km-re északnyugatra.
Nyugatról Saint-Pierre-de-Nogaret és Trélans, északról és keletről Les Salces, délkeletről pedig Saint-Germain-du-Teil községekkel határos.
A D56-os megyei út köti össze Trélans-al (9 km), valamint Les Salces-on (4,5 km) keresztül Le Monastier-ral (17 km). A falutól 5 km hosszú meredek mellékút vezet az Aubrac fennsíkjára vezető Bonnecombe-hágóhoz (1350 m).

## Története
A település a történelmi Gévaudan tartomány Canilhaci báróságához tartozott. A 11. században már vára volt, mely a mende-i püspök birtoka volt.

### Demográfia
| Év   | Lakosság |
| ---- | -------- |
| 1793 | 500      |
| 1851 | 678      |
| 1876 | 623      |
| 1901 | 557      |
| 1936 | 301      |

| Év   | Lakosság |
| ---- | -------- |
| 1946 | 241      |
| 1954 | 216      |
| 1962 | 203      |
| 1968 | 181      |

| Év   | Lakosság |
| ---- | -------- |
| 1975 | 164      |
| 1982 | 147      |
| 1990 | 111      |
| 1999 | 111      |
| 2010 | 115      |

## Nevezetességei
- Temploma a 11-12. században épült a vár kápolnájaként, harangtornyát a 19. században emelték.

## Kapcsolódó szócikk
- Lozère megye községei

## Külső hivatkozások
- Nevezetességek (franciául)